# クール・ハーク

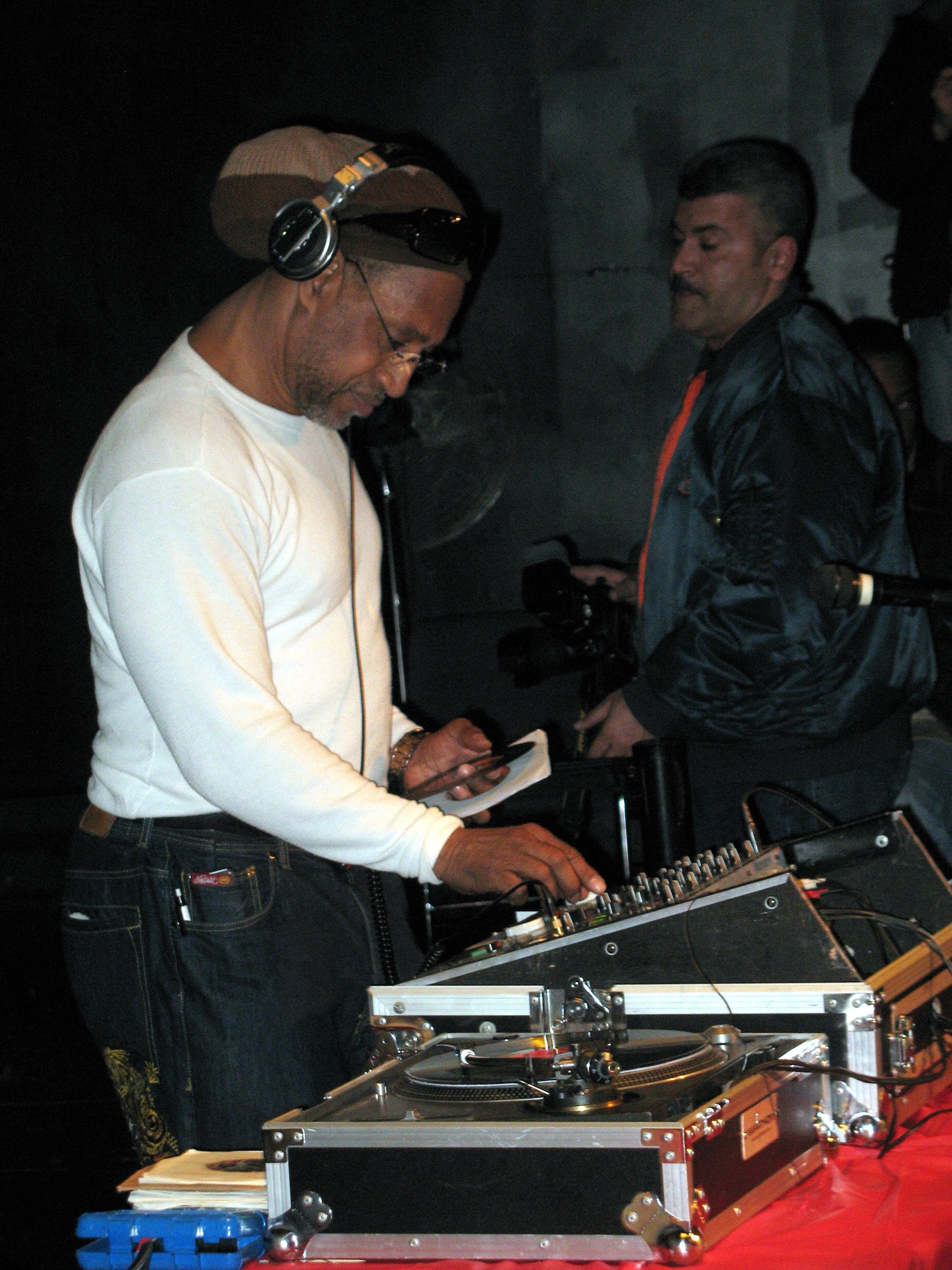
クール・ハーク（2009年）

クール・ハーク（Kool Herc、本名：クライブ・キャンベル Clive Campbell、1955年4月16日 - ）は、ジャマイカ出身のDJ。

## 人物・来歴
グランドマスター・フラッシュ、アフリカ・バンバータと並ぶ、ヒップホップ黎明期の3大DJの一人に数えられ、「ヒップホップ界のゴッド・ファーザー」と呼ぶ者もいる。
1967年、ジャマイカからニューヨーク市のブロンクス区に移り住む。1973年に妹の誕生日パーティーのためにレコードと機材を用意し、DJを始めた。最初は本名で活動していたが、後にハーク（ハーキュローズの短縮形）と名乗る。この頃に、ターンテーブルを2つ同時に使って2枚の同じレコードの特定部分を交互に何度も繰り返すブレイクビーツを発明したと言われている。自身が所有していたレゲエのサウンドシステム「ハーキュローズ（Herculords）」を利用し、自身の「ブレイクビーツ思想」に基いた。このブレイクビーツと、ハードファンク、ロック、ラテン打楽器演奏を使うことによって、ヒップホップ音楽の基盤を造り上げた。この構想がダンサーに広まり、結果ラップを生み出すこととなる。また、異説もあるが、一般的にブレイクビーツで踊り出すダンサーのことを「Bボーイ」（ブレイクボーイ）と名付けたのは彼だとされる。
彼の流すジェームス・ブラウンを典型とするファンク、およびヘビー・ファンクのレコードは、ブロンクスの1970年代初期ディスコブームに大きな影響を及ぼした。彼の音楽は様々なダンサーに影響を及ぼし、その結果、彼は曲中のドラムビートを強調するようになった。このビート音をブレイクと呼ぶ。さらに、このブレイクを曲中に次々と変化させていく技術を生み出した。
クール・ハークのDJスタイルはすぐにアフリカ・バンバータやグランドマスター・フラッシュなどが取り入れていった。しかし彼らとは違い、クール・ハークはヒップホップ音楽を商用音楽として取り入れようとは、なかなかしなかった。

## バイオグラフィー

### セジウィック通り1520番地
クライブ・キャンベル（クール・ハーク）は、キース・キャンベルとネッティ・キャンベルの子、6人兄弟の長男としてジャマイカのキングストンで生まれた。ジャマイカで、彼は近所のダンスホールで開かれるパーティーの、音楽やDJの乾杯の音頭を聞きながら育つ。1967年にニューヨーク市ブロンクス区に移り住む。ブロンクス横断鉄道の建設（ロバート・モゼスが1963年に完成、1972年まで延長工事）によって、多くの人々がブロンクスに移り住み、地域一帯を変化させていった。この鉄道建設と地価下落現象は、白人の郊外への脱出を引き起こした。多くの地主は保険から少しでもお金を取り戻そうと、放火脅迫で新しい移住者を脅した。このようにブロンクスでは暴力的な若いギャングの風潮が盛んに見られるようになり、1968年から1973年までその風潮はどんどんと広がってゆく。
キャンベルは高校時代（アルフレッド・スミス・キャリアテクニカル高校）に、その長身、人気、バスケットボール選手としての活躍で「ヘラクレス」と呼ばれるようになる。ともに、落書き（グラフィティ）グループ、エクスバンダルスにも加わり、ここでクール・ハークとニックネームがつく。その頃、同時に彼は、父に懇願して当時レアだったジェームス・ブラウンのレコード「セックス・マシーン」を手に入れた。このレコードを聞くために周りの友人は集まるようになり、妹シンディと新学期パーティーを開くようになる（セジウィック通り1520番地のレクリエーションルーム）。これを機にハークはサウンドシステムを持つようになる。彼の初代サウンドシステムは、ターンテーブル2台、2チャンネル付きギターアンプ、PAスピーカー。これを使ってジェームス・ブラウンの「Give It Up Or Turnit A Loose」、ザ・ジミー・キャスター・バンチの「It's Just Begun」、 Booker T & the MG'の「Melting Pot」などを流す。この頃のブロンクスのクラブではストリートギャングの脅威があったため、年上のディスコ好きのリスナーに音楽の提供をしていたアップタウンDJは違う音楽への強い憧れを持っており、ブロンクスの若者の流行とは違うハークの新しい音楽を一般ラジオ局で提供したところ、あっという間にリスナーに受け入れられていった。

### ブレイクビーツ
1973年8月11日の18歳の時、ニューヨーク市ブロンクス区セジウィック通り1520番地のレクリエーションルームで開かれたパーティーで、ハークはヒップホップ音楽の起源となるスタイル（レコードのビートの重い短い一部分を抜き出す）を作り出す。このようなビートの多くかかった部分（「ブレイクと呼ぶ）はダンサーたちの最も好む箇所だったので、彼はそこを取り出し、変化を加えて、後に延長してゆくようになる。2つのターンテーブルを利用して、1枚目のレコードのブレイクがかかっている間に、2枚目のレコードのブレイクの部分を流す用意をしておき、その2つの短いブレイク部分を次から次へと流してゆく過激な発想を生み出す。この斬新なアイデアをハークは「メリーゴーラウンド」と呼んだ。初期のメリーゴーラウンドはジェームス・ブラウンの 「Give It Up or Turnit A Loose」（ "Now clap your hands! Stomp your feet!"というくだりから）のブレイクから ザ・インクレディブル・ボンゴバンドの「Bongo Rock」、そしてベーブ・ルースの「The Mexican」という構成であった。
アメリカのテレビ番組ヒストリー・ディテクティブスはこう言う。
「クール・ハークはダンスブレイクを延長し、ダンサーを踊らせ、MCにラップをする機会を与えた。彼はヒップホップ文化革命の基盤を築いたのである」。

### BボーイズとBガール
もともと「Bボーイ」と「Bガール」とは、ハークのブレイクビーツに乗って踊っていたダンサー達の呼び名であった。同時にハークは「ブレイク」とはスラングで「興奮すること」「パワー全快でいること」「混乱を起こすこと」を意味するとも定義。ハークの作ったこの「Bボーイ」「Bガール」「ブレイキング」という語彙は、ヒップホップ文化手着前からすでに出来上がっていた。グランドミクサーDXT（元ハークのBボーイ）は初期のヒップホップ文化の生まれをこういう「お客が全員で円を作って、Bボーイが真ん中で踊る。始めは簡単なステップだけだったが、ある時誰かが手足をすべて使って回ったりしだした。これに影響されて、皆は家で何かもっとすごいものを考えだすようになった」。この流行が1980年代初期の「ブレイクダンス」の始まりとなる。これは後1991年「ニューヨーク・タイムズ」紙に「主流のバレエやジャズダンスと同様に困難でクリエイティブな芸術の1つ」と書かれる。当時（1970年代）にはまだヒップホップ文化の名前すらなかったので、この流行にのっている人は皆Bボーイと呼ばれたようだ。

### 路上へ
ハークは落書き（グラフィティ）のミステリアスさ、ルックス、パーティーでの評判により、ブロンク地区でのヒーローとなっていく。ついで、彼は様々なクラブでの演奏を依頼される（トワイライト・ゾーンクラブ、ハベロクラブ、イクゼクティブ・プレイハウスクラブ、PAL。他にもドッジ高校、タフト高校など）。その多忙なスケジュールにより、ラップはコーク・ラ・ロックが代行され、「ハークラウズ」と呼ばれた彼のクルーとダンサー達はクラーク・ケントによって増大された。そして彼はサウンドシステム（これも「ハークラウズ」と呼ばれる）をブロンクス地区の路上や公園に持ち出すようになる。これが路上ヒップホップの始まりとなる。

### ネルソン・ジョージらによる人物評
ネルソン・ジョージ「まだ外は明るく、子供も何か始まるのを待つかのように歩き回っている。車がとまって、テーブルやレコードを持った人が出てくる。彼らは装置を準備し始め、電源を入れる。バーン! クール・ハークは学校の運動場にコンサートを開いた! 皆はただターンテーブルで立っているハークをじっと見つめている。ダンサーが踊っているのをそっちのけで、ハークが何をしてるのか観察している。これが、路上ヒップホップDJの始まりだった」。
スティーヴン・ハガー（ライター、フィルム・メイカー、キャナビス活動家）「ここ5年以上ブロンクスはギャングの脅威にあった。それが1975年に何事もなかったかのように消えて行った。これはギャングでいることよりも、もっといいことが他にできたからである。それがヒップホップだったのだ」。

### 他のDJへの影響
1975年グランドマスター・フラッシュはハークを救世主と呼び、彼のDJスタイルを取り入れた。1年後にはすでに、取り仕切れない若いお客にうんざりしたマンハッタン地区のイベント会場のオーナー達は彼の演奏を拒否。ヒップホップ音楽はブロンクス地区のクラブ、コミュニティセンター、学校の講堂に送り返された。アフリカ・バンバータは1973年に初めてハークのDJを耳にする。バンバータは当時ブラック・スペードというギャングに所属していたが、1975年にサウンドシステムを購入し、ハークのDJスタイルを学び、のち周りの仲間を非暴力団体ズール・ネイションに改心させていくこととなる。この1975年にハークはザ・インクレディブル・ボンゴバンドの「アパッチ」をブレイクとして取り入れ、これが現在でも使われる「ブロンクス国家」とも言われるビーボーイズの流行最先端となる。

### ラップ時代の到来
1979年レコード会社重役のシルビア・ロビンソンがザ・シュガーヒル・ギャングを構成し、「ラッパーズ・デライト」というヒット曲を生み出す。これが一般民間に受け入れられるヒップホップ音楽の始まりとなる。この年の終わりまでに、グランドマスター・フラッシュはエンジョイ・レコードに所属し、1980年にはアフリカ・バンバータはウィンリーと契約を結ぶ。この流れにより、ハークの人気は薄れていく。グランドマスター・フラッシュはハークの人気が落ちたのはテクニックの発達に彼がついてこれなかったからだという。1970年末期にキューイング（レコードのある一部を次々と流す）、カッティング（違うレコードへの切り替え）、スクラッチング（レコードを動かして打楽器のような音を作る）などの新しいテクニックができている。しかしハークは彼の引退を、エクゼクティブ・プレイハウスの殺傷事件、イベント会場の火事などが原因と言っている。1980年にハークはDJを辞め南ブロンクス地区のレコード店で働くようになる。ハークは1984年のハリウッド映画『ビート・ストリート』に彼自身の役で登場した。

### その後
1980年代半ばに父親が逝去した。その後、ハークはコカイン中毒となる。その頃の彼は「あれ以上耐えられなかったから、瞑想を始めた」と語る。1994年にターミネーターXのアルバム『スーパー・バッド』に参加。2005年、ジェフ・チャンのヒップホップ本『Can't Stop Won't Stop』の序文を手がける。2006年にはスミソニアン博物館でのヒップホップを記念する活動に参加するようになる。2007年からは1520セドウィック通りが開発者に売られるのを阻止するキャンペーンに参加し、その夏にヒップホップ生まれの地として、国州で登録できるようにする。

## 深刻な病気
ハークは2011年に体調を大幅に崩した。健康保険もないという。ハークは腎臓結石のための外科手術を受けるが、セント・バルナバ病院でさらに手術が必要となる。しかし、病院側は保険のない緊急患者を拒否しないとするが、彼が術後通院をしなかった経歴から、前金を要求。妹のシンディーは病院側に合計金額の提示を要求するが、まだ受け取れていない。ハークとその家族はウェブサイトを作り、彼の直面する医療保険問題を取り上げ、DJクール・ハーク基金を立ち上げる。
2011年1月、腎臓結石で入院していることを明らかにした。健康保険に未加入であったため、1万ドル（81万円）の医療費が払えずにいたが、DJプレミアなどがTwitterやネット中継で呼びかけた。その結果、わずか1日で募金が集まり、2月には鎮痛剤などを使用して自宅静養した。

## ディスコグラフィ

### アルバム
- Last of the Classic Beats (2019年) ※DJ Kool Herc and Mr Green名義[3]

### ライブ・アルバムまたはレコーディング
- L Brothers vs The Herculoids – Bronx River Centre (1978年)
- DJ Kool Herc and Whiz kid with the Herculoids: Live at T-Connection (1981年)
- DJ Kool Herc: Tim Westwood show 1996年12月28日

### ゲスト参加
- ターミネーターX : 『スーパー・バッド』 - Super Bad (1994年) ※「Herc's Message」に参加[4]
- ケミカル・ブラザーズ : 『ディグ・ユア・オウン・ホール』 - Dig Your Own Hole (1997年) ※「Elektrobank」に参加[5]
- Substantial : Sacrifice (2008年) ※「Sacrifice」に参加[6]
- DJ Sharp & DJ Icewater : Can’t Stop Won’t Stop – The Next Lesson Mixtape (2005年) ※「Call me Herc」に参加[7]

### 楽曲
- "B-Boy Boogie"[8]